# Josef Wetzl
Josef Wetzl (* 25. November 1930 in Magyarhertelend; † 9. Juni 2016) war ein deutscher Maler und Grafiker.

## Leben und Werk
Wetzl kam aus einer ungarndeutschen Familie, die 1948 aus Ungarn vertrieben wurde und in die Ostzone nach Neumark kam. Ab 1953 lebte Wetzl in Mylau. Er absolvierte von 1960 bis 1962 eine Ausbildung zum Maschinenschlosser und arbeitete mehrere Jahre in diesem Beruf. Während der Lehre besuchte er die Mal- und Zeichenschule bei Karl Michel in Zwickau und von 1963 bis 1966 die Spezialschule für Leiter des Künstlerischen Volksschaffens mit Sitz in Leipzig. Er hatte keine künstlerische Hochschulausbildung, arbeitete aber ab 1982 in Mylau als freischaffender Maler und Grafiker. Er war er an mehreren Pleinairs beteiligt. Von 1982 bis 1990 war Wetzl Mitglied des Verbands Bildender Künstler der DDR und dann des Chemnitzer Künstlerbunds.
Wetzl war verheiratet mit Maria Wetzl. Aus der Ehe gingen zwei Kinder hervor. Wetzls Grabstätte befindet sich auf dem Friedhof Mylau.

## Ehrungen
- 2010: Ehrenbürgerschaft der Stadt Mylau.[1]
- 2012: Ernennung zum Ehrenmitglied des Ungarischen Kulturvereins Chemnitz und Umgebung e. V.[2]

## Rezeption
Der Kunsthistoriker Werner Ballarin, vormaliger Gründungsdirektor der Neuen Sächsischen Galerie in Chemnitz, zählte Wetzl zu den bedeutendsten zeitgenössischen Künstlern Sachsens, und der Berliner Galerist Gunar Barthel betonte den Witz und die Ursprünglichkeit der Bilder Wetzls.

## Werkbeispiele
- Schießbude (vor 1986, Öl, 69,5 × 61,5 cm)
- Pferdemarkt (vor 1986, Öl, 73,5 × 81,7 cm)
- Ankunft (vor 1986, Öl, 67,8 × 83,8 cm)

## Ausstellungen (unvollständig)

### Einzelausstellungen
- 1988: Karl-Marx-Stadt, Galerie Oben („Bilder vom Leben“)
- 1989: Dresden, Neue Dresdner Galerie (Malerei und Grafik)
- 1990: Berlin, Galerie Unter den Linden (Malerei und Grafik)
- 2010: Chemnitz, Neue Sächsische Galerie, und Reichenbach, Neuberin-Museum („Die Unterwelt der Gefühle“)

### Teilnahme an zentralen und regional wichtigen Ausstellungen in der DDR
- 1982 und 1983: u. a. Berlin, Galerie Unter den Linden („100 ausgewählte Grafiken“)
- 1984/1985 Karl-Marx-Stadt, Städtisches Museum am Theaterplatz („Retrospektive 1945 – 1984. Bildende Kunst im Bezirk Karl-Marx-Stadt“)
- 1985: Karl-Marx-Stadt, Bezirkskunstausstellung
- 1986/1987: Suhl („Das sicher sei, was uns lieb ist“. Ausstellung zum 40. Jahrestag der Gründung der Grenztruppen der DDR)
- 1986: Cottbus, Staatliche Kunstsammlung („Soldaten des Volkes – dem Frieden verpflichtet. Kunstausstellung zum 30. Jahrestag der Nationalen Volksarmee.“)
- 1987: Leipzig, Messehaus am Markt („Kunst und Sport“)